# EIF2AK1 (quinasa HRI)
EIF2AK1 (Eukaryotic Translation Initiation Factor 2-Alpha Kinase 1), també coneguda com a HRI (Heme-Regulated Inhibitor), és una quinasa específica de les cèl·lules eritroides que juga un paper clau en la regulació de la síntesi de globina i en el procés d’eritropoesi. Actua principalment com a sensor intracel·lular d’hemo, coordinant la producció de globina segons la disponibilitat d’aquest cofactor.
La HRI és activada en condicions de deficiència d’hemo i actua mitjançant la fosforilació del factor d’iniciació de la traducció eIF2α, iniciant una resposta traduccional adaptativa. En canvi, quan l’hemo és abundant, s’uneix a la quinasa i inhibeix la seva activitat, permetent una síntesi normal de proteïnes.

## Estructura i regulació molecular
La proteïna HRI presenta diversos dominis funcionals:
- Domini N-terminal amb capacitat d’unió directa a l’hemo.
- Domini quinasa amb una regió intrínsecament desordenada.
- Domini C-terminal de tipus coiled-coil, necessari per a la dimerització, que és essencial per a la seva activació.

La unió de l’hemo al domini quinasa inhibeix l’activitat de la HRI, independentment de la presència d’ATP o del substrat. Aquesta inhibició evita la fosforilació de eIF2α i assegura una producció equilibrada de globina quan hi ha hemo disponible.

## Mecanisme d’acció i via de senyalització
En condicions de manca d’hemo, la HRI s’activa i fosforila eIF2α (subunitat alfa). Aquesta modificació redueix la formació del complex d’inici eIF2-GTP-tRNA^Met i, per tant, disminueix la traducció general. Tanmateix, certes molècules com ATF4 poden ser traduïdes preferencialment gràcies a la presència de uORFs al seu ARNm.
La proteïna ATF4 indueix una resposta transcripcional orientada a:
- Protegir del dany oxidatiu.
- Mantenir el balanç redox.
- Afavorir la diferenciació eritroide.
- En situacions d’estrès sostingut, activar gens proapoptòtics com CHOP i PUMA.[2]

A més, la HRI participa en la resposta integrada a l’estrès (ISR) activada per disfunció mitocondrial. Aquesta activació es produeix quan HRI s'uneix a la forma processada de la proteïna DELE1 (S-DELE1), promovent la reprogramació cel·lular mitjançada per ATF4.
També actua com a activador de la mitofàgia en resposta al dany mitocondrial: un cop activada per S-DELE1, HRI fosforila eIF2α , afavorint la seva localització mitocondrial i desencadenant mitofàgia independent de PRKN.